# Wichita Engineering TG-10
El Wichita Engineering TG-10 fue un propuesto planeador de entrenamiento estadounidense concebido por Wichita Engineering a principios de los años 40 del siglo XX.

## Diseño y desarrollo
El TG-10 fue diseñado como un planeador biplaza de entrenamiento con una configuración de cabina lado a lado. Se ordenó un avión el 25 de junio de 1942 con el número de serie 42-57197. Sin embargo, el contrato fue cancelado el 1 de marzo de 1943, antes de que el avión fuese completado.

## Especificaciones
Referencia datos: usmilitaryaircraft

### Características generales
- Tripulación: Dos (alumno e instructor)
- Longitud: 7,7 m (25,1 ft)
- Envergadura: 15,3 m (50,1 ft)

### Rendimiento
- Velocidad máxima operativa (Vno): 145 km/h (90 MPH; 78 kt)

## Aeronaves relacionadas

### Secuencias de designación
- Secuencia TG-_ (Planeadores de Entrenamiento del USAAC/USAAF, 1941-1948): ← TG-7 - TG-8 - TG-9 - TG-10 - TG-11 - TG-12 - TG-13 →